# Vivian Etting
Vivian Etting (født 1957, Espergærde) er en dansk historiker og forfatter, der er ansat som museumsinspektør og seniorforsker i middelalder, renæssance og numismatik på Nationalmuseet. Hun har specialiseret sig Nordens historie i 1300-og 1400-tallet samt i borge og borgruiner, og hun har desuden udgivet flere bøger.
Etting blev uddannet cand.mag. i historie og kunsthistorie fra Københavns Universitet i 1983, og modtog Københavns Universitets guldmedalje for sit speciale. Herefter var hun projektansat ved blandt andet Roskilde Museum og Fredningsstyrelsen. I 1987 blev hun ansat som museumsinspektør ved Sydsjællands Museum og Falsters Minder. I perioden 1991-1999 var hun ansat som antikvar i Skov- og Naturstyrelsen. Siden 1999 har hun været museumsinspektør på Nationalmuseet.
Hun har medvirket ved arkæologiske udgravninger af bl.a. Gurre Slot i Nordsjælland, Kalø Slot nord for Aarhus, borgene på Samsø og Hammershus på Bornholm.
Hendes biografi om Margrete 1. fra 1986 betegnes som "det mest anerkendt, roste og efterspurgte værk" om dronningen.
I 2017 medvirkede hun i afsnit 3 af DRs serie Historien om Danmark, som omhandlede senmiddelalderen.
Hun var historisk konsulent på den danske spillefilm Margrete den Første (2021).

## Hæder
- 1983: Københavns Universitets guldmedalje[6]
- 2010: Charles Christensens Legat[7]
- 2017, 7. juni: medlem af Det kongelige danske Selskab for Fædrelandets Historie.[8]